# 宝鸡高新技术产业开发区
宝鸡高新技术产业开发区(英文:Baoji Hi-tech Industrial Development Zone)位于陕西省宝鸡市，是1992年11月经国务院批准建立的国家高新技术产业开发区，规划面积100平方公里。园区形成石油钻采设备、高铁装备、通讯导航电子、中低压输配电、机床工具和汽车及零部件等7大产业集群。

## 园区概况
该高新区曾提出到2015年，宝鸡高新技术产业开发区要实现经营总收入3000亿元，地区生产总值1000亿元的目标。施耐德、住友、西门子等世界500强企业以及华新丽华、蒙牛乳业、宝钛股份等企业入驻该园区。